# Sistema de rangos en Japón
El sistema de rangos en Japón (位階 ikai?) se refiere al sistema jerárquico  en Japón para estratificar las posiciones gubernamentales y burocráticas. La estratificación se inspiró en el sistema político-administrativo de la Antigua China y se consolidó en la Corte Imperial durante el período de dominación directa imperial en los períodos Nara y Heian (principios del siglo VIII a finales del siglo XII), para jerarquizar la posición social de los funcionarios que servían ante el Emperador, en su mayoría aristócratas. El instrumento jurídico que creó el sistema de rangos fue el sistema legal Ritsuryō.
Durante la era Meiji, en el proceso de occidentalización de Japón, el sistema de rangos pasó a tener especial significado en las posiciones gubernamentales, sobre todo en las ocupadas por clases aristocráticas (kazoku). Tras la rendición de Japón en 1945, el valor del sistema de rangos fue despojado de la clase aristocrática y se transformó en una especie de homenaje póstumo a ciudadanos destacados en diferentes cambios.

## Historia

### Antecedentes
En la época previa al Ritsuryō, durante el período Kofun, las antiguas familias que tenían control territorial (uji) podían asumir un título jerárquico llamado kabane, llegando a crearse alrededor de unas treinta, siendo los más importantes Omi y Muraji. Los kabane estaban divididos en dos clases: los que reclamaban ser descendientes de la línea imperial o kōbetsu (皇別?) y aquellos que reclamaban ser descendientes de los dioses o shinbetsu (神別?). Eventualmente, cuando la familia Yamato consolidó su poder en el país, tomó control de los kabane y en 684 reformaron el sistema en ocho grupos desplazando a los Omi (ahora convertido en Ason) y Muraji (convertido en Sukune) en una posición más abajo. El nuevo sistema no tuvo una larga existencia y desapareció con el ''Ritsuryō.
En 603, el Príncipe Shōtoku creó un sistema nuevo llamado Kan'i jūni kai (冠位十二階?), inspirado en el modelo imperial chino, que estratificaba los funcionarios imperiales en doce clases, y éstos podían ascender o descender sin tomar en cuenta su kabane. El nombramiento o destitución de los funcionarios de las tres primeras clases lo realizaba el propio emperador, mientras que las promociones de la cuarta y quinta clase lo realizaba el canciller.
Las clases (seis rangos, con su respectivo nivel superior e inferior) se podían distinguir a través de un color distintivo en su uniforme oficial:
1. 大徳 Daitoku (violeta oscuro)
2. 小徳 Shōtoku (violeta claro)
3. 大仁 Dainin (azul oscuro)
4. 小仁 Shōnin (azul claro)
5. 大礼 Dairai (rojo oscuro)
6. 小礼 Shōrai (rojo claro)
7. 大信 Daishin (amarillo oscuro)
8. 小信 Shōshin (amarillo claro)
9. 大義 Daigi (blanco opaco)
10. 小義 Shōgi (blanco brillante)
11. 大智 Daichi (negro opaco)
12. 小智 Shōchi (negro brillante)

Cada rango se distingue con el carácter de «grande» (大 dai?) y «pequeño» (小 shō?); seguido por el carácter de «virtud» (徳 toku?) que era el más alto, y luego por las cinco virtudes cardinales del confucianismo: «humanidad» (仁 nin?), «cortesía» (礼 rai?), «sinceridad» (信 shin?), «justicia» (義 gi?) y «sabiduría» (智 chi?).
Luego en 647 se hizo una modificación añadiendo una decimotercer clase y en 649 el Emperador Kōtoku estableció un sistema de 19 rangos. En esta modificación también se hizo la distinción visual por el tocado. También en las reformas Taika de 646 (26 rangos) y en 685 (12 rangos reservados a la familia imperial y 48 al resto) se hicieron otros intentos de estratificación de la corte imperial.

### Ritsuryō
|            | Príncipe Imperial （Hon'i） | Príncipe                      | Burócrata                   | Noble externo a la Corte (Gei) |
| 1 (正一位) |                             |                               |                             |                                |
| ---------- | --------------------------- | ----------------------------- | --------------------------- | ------------------------------ |
| 2          | Juichii (従一位)            | Juichii (従一位)              |                             |                                |
| 3          | Nihon 二品                  | Shōnii (正二位)               | Shōnii (正二位)             |                                |
| 4          | Nihon 二品                  | Junii (従二位)                | Junii (従二位)              |                                |
| 5          | Sanbon 三品                 | Shōsanmi (正三位)             | Shōsanmi (正三位)           |                                |
| 6          | Sanbon 三品                 | Jusanmi (従三位)              | Jusanmi (従三位)            |                                |
| 7          | Shihon 四品                 | Shōshii-jō (正四位上)         | Shōshii-jō (正四位上)       |                                |
| 8          | Shihon 四品                 | Shōshii-ge (正四位下)         | Shōshii-ge (正四位下)       |                                |
| 9          |                             | Jushii-jō (従四位上)          | Jushii-jō (従四位上)        |                                |
| 10         | Jushii-ge (従四位下)        | Jushii-ge (従四位下)          |                             |                                |
| 11         | Shōgoi-jō (正五位上)        | Shōgoi-jō (正五位上)          | Ge-shōgoi-jō (外正五位上)   |                                |
| 12         | Shōgoi-ge (正五位下)        | Shōgoi-ge (正五位下)          | Ge-shōgoi-ge (外正五位下)   |                                |
| 13         | Jugoi-jō (従五位上)         | Jugoi-jō (従五位上)           | Ge-jugoi-jō (外従五位上)    |                                |
| 14         | Jugoi-ge (従五位下)         | Jugoi-ge (従五位下)           | Ge-jugoi-ge (外従五位下)    |                                |
| 15         |                             | Shōrokui-jō (正六位上)        | Ge-shōrokui-jō (外正六位上) |                                |
| 16         | Shōrokui-ge(正六位下)       | Ge-shōrokui-ge (外正六位下)   |                             |                                |
| 17         | Jurokui-jō (従六位上)       | Ge-jurokui-jō (外従六位上)    |                             |                                |
| 18         | Jurokui-ge (従六位下)       | Ge-jurokui-jō (外従六位下)    |                             |                                |
| 19         | Shōshichii-jō (正七位上)    | Ge-shōshichii-jō (外正七位上) |                             |                                |
| 20         | Shōshichii-ge (正七位下)    | Ge-shōshichii-ge (外正七位下) |                             |                                |
| 21         | Jushichii-jō (従七位上)     | Ge-jushichii-jō (外従七位上)  |                             |                                |
| 22         | Jushichii-ge (従七位下)     | Ge-jushichii-ge (外従七位下)  |                             |                                |
| 23         | Shōhachii-jō (正八位上)     | Ge-shōhachii-jō (外正八位上)  |                             |                                |
| 24         | Shōhachii-ge (正八位下)     | Ge-shōhachii-ge (外正八位下)  |                             |                                |
| 25         | Juhachii-jō (従八位上)      | Ge-juhachii-jō (外従八位上)   |                             |                                |
| 26         | Juhachii-ge (従八位下)      | Ge-juhachii-ge (外従八位下)   |                             |                                |
| 27         | Daishoi-jō (大初位上)       | Ge-daishoi-jō (外大初位上)    |                             |                                |
| 28         | Daishoi-ge (大初位下)       | Ge-daishoi-ge (外大初位下)    |                             |                                |
| 29         | Shōshoi-jō (少初位上)       | Ge-shōshoi-jō (外少初位上)    |                             |                                |
| 30         | Shōshoi-ge (少初位下)       | Ge-shōshoi-ge (外少初位下)    |                             |                                |

A finales del período Asuka (siglo VII) se comenzó a aplicar el sistema de leyes Ritsuryō, inspirados en el confucianismo y el legalismo chino en Japón. Uno de los ritsuryō que tuvo más impacto fue el Código Taihō, promulgado en 701. En dicho código, se fundó un sistema de rangos (位階 ikai?) más estable que, con ciertas modificaciones menores en el Código Yōrō de 757, perduró hasta la era Meiji (1869).
Los príncipes imperiales (親王 shinnō?) estarían clasificados en una categoría especial llamada hon'i (品位?), dividido en cuatro órdenes ennumeradas del uno al cuatro: ippon (一品?), nihon (二品?), sanbon (三品?) y shihon (四品?). Los otros príncipes (王 ō?) y los burócratas estarían dentro de un sistema de 14 grados jerárquicos, con rangos del uno al cinco y divididos en un nivel «senior» (正 shō?) y un nivel «junior» (従 ju?), de los cuales, los rangos primero al tercero eran los verdaderos aristócratas (kuge). A partir del cuarto rango, los niveles se subdividen en grados «superior» (上 jo?) e «inferior» (下 ge?). Los burócratas de menor nivel estarían por debajo, con rangos del sexto al noveno, denominado este último como «inicial» (初 sho?). En total, el sistema de rangos del Ritsuryō totalizaba unos 30 grados. También existió una clasificación de nobles que no estaban dentro de la corte llamado gei (外位?), que ocupaban entre los rangos 11 y 30 del ikai.
Por ejemplo, el cortesano de mayor rango era denominado shōichii (正一位?   literalmente, «rango primero senior»), mientras que el aristócrata de menor rango era un jusanmi (従三位?   «rango tercero junior»), ubicado en el sexto puesto del escalafón. Un príncipe ordinario de la menor categoría era un jugoi-ge (従五位下?   «rango quinto junior inferior») (puesto 14) y un burócrata de la menor categoría era un shōshoi-ge (少初位下?   «rango inicial menor inferior») (puesto 30).
El Código Taihō a su vez asoció los niveles con los cargos burocráticos hasta el quinto rango (nivel 14), con los siguientes puestos:
1. Shōichii (正一位?): Dado póstumamente, excepto a cinco personas.[5]
2. Juichii (従一位?): Daijō Daijin (Gran Canciller).[6][7]
3. Shōnii (正二位?): Sadaijin (Ministro de la Izquierda), Udaijin (Ministro de la Derecha).[6][8]
4. Junii (従二位?): Mismo que shōnii.
5. Shōsanmi (正三位?): Dainagon (Gran Consejero).[9][8]
6. Jusanmi (従三位?): Chūnagon (desde 761),[9][8] Danjō-in (Jefe del Censorado; desde 759), Konoe no Daishū (Comandante de la guardia particular; desde 807),[9] Dazai no Sotsu (Gobernador general de Tsukushi).[10]
7. Shōshii-jō (正四位上?): Chūnagon (705–761),[9] Kōtaishi no Fu (Tutor del príncipe heredero),[10] Nakatsukasa-kyō (Ministro de Justicia).[11][8]
8. Shōshii-ge (正四位下?): los otros ministros del Daijō-kan.[12][8]
9. Jushii-jō (従四位上?): Danjō-in (hasta 759), Sadaiben/Udaiben,[13][8] Konoe no Chūjō (Vicecomandante de la guardia particular; desde 807).[13]
10. Jushii-ge (従四位下?): Jingi-haku (Presidente de la Oficina de Dioses),[14][8] Chūgū no Daibu (Director del Palacio Imperial), Tōgū no Daibu (Director del Palacio del Príncipe Heredero),[15][8] Dazai no Daini (Vicegobernador general de Tsukushi; desde 793), Danjō-daihitsu (Vicejefe del Censorado; desde 823), Sa-u-kyō-daibu (Directores de los Magistrados de la Capital; desde 822), Sa-u-emon no kami (Comandante de la Puerta; 799–808), Sa-u-hyōe no kami (Comandante de los guardias de palacio, ¿desde 799?),[15] Sa-u-eji no kami (Comandante de los guerreros de guardia; ¿desde 799? hasta 811, luego renombrado como Eji in Emon).[16]
11. Shōgoi-jō (正五位上?): Sa-u-chūben, Dazai no Daini (hasta 793), Nakatsukasa no Taifu (viceministro de Justicia),[17][8] Sa-u-kyō-daibu (hasta 822), Daizen no Daibu (Director de la Gran Tabla),[18][8] Sa-u-emon no kami (hasta 799), Sa-u-eji no kami (¿hasta 799?).[16]
12. Shōgoi-ge (正五位下?): Sa-u-shōben, los otros viceministros del Daijō-kan.[19][8]
13. Jugoi-jō (従五位上?): Taikoku no kami (gobernador de una gran provincia),[20] Sa-u-hyōe no kami (¿hasta 799?),[8] oficiales.
14. Jugoi-ge (従五位下?): Jōkoku no kami (gobernador de una provincia superior),[20] Jingi no Taifu (Vicepresidente de la Oficina de Dioses), chambelán, shōnagon, oficiales.[8]

Adicionalmente, en la Corte Imperial y durante la era Meiji, se podía promocionar póstumamente (追贈?  tsuizō) al cortesano tanto de rango como de cargo burocrático (por ejemplo, zō-shōshii (贈正四位?   «rango cuarto senior póstumo») o zō-naidaijin (贈内大臣?   «naidaijin póstumo»).

#### Asignación hereditaria y promoción
| Grado del padre                                | Grado que recibe el hijo o nieto (On'i)                                                                            |
| ---------------------------------------------- | --- |
| Príncipe imperial                              | Jushii-ge |
| Príncipe                                       | Jugoi-ge |
| Príncipe sin afiliación al Emperador (五世王?) | Hijo legítimo → Shōrokui-jō Hijo ilegítimo → Shōrokui-ge                                                           |
| Shōichii Juichii                               | Hijo legítimo → Jugoi-ge Hijo ilegítimo → Shōrokui-jō Nieto legítimo → Shōrokui-jō Nieto ilegítimo → Shōrokui-ge   |
| Shōnii Junii                                   | Hijo legítimo → Shōrokui-ge Hijo ilegítimo → Jurokui-jō Nieto legítimo → Jurokui-jō Nieto ilegítimo → Jurokui-ge   |
| Shōsanmi Jusanmi                               | Hijo legítimo → Jurokui-jō Hijo ilegítimo → Jurokui-ge Nieto legítimo → Jurokui-ge Nieto ilegítimo → Shōshichii-jō |
| Shōshii                                        | Hijo legítimo → Shōshichii-ge Hijo ilegítimo → Jushichii-jō                                                        |
| Jushii                                         | Hijo legítimo → Jushichii-jō Hijo ilegítimo → Jushichii-ge                                                         |
| Shōgoi (incluido gei)                          | Hijo legítimo → Shōhachii-ge Hijo ilegítimo → Juhachii-jō                                                          |
| Jugoi (incluido gei)                           | Hijo legítimo → Juhachii-jō Hijo ilegítimo → Juhachii-ge                                                           |

También, el sistema Ritsuryō permitió la formación de un sistema de promociones a los descendientes de los cortesanos de clase alta llamado on'i (蔭位?). El on'i indicaba que al tener 21 años, los hijos y nietos de los príncipes y burócratas de hasta el quinto rango junior (jugoi) automáticamente eran asignados a un determinado grado.
Si bien las familias aristocráticas heredaban sus clases, comenzó a aumentar la existencia de cortesanos que no estaban lo suficientemente preparados para el nivel que recibían, por lo que desde 702 se hizo necesario una prueba formativa, en algunas ocasiones con un servicio preparatorio. Los candidatos de familias huérfanas estaban un nivel más abajo. El ingreso a los grados eran usualmente más exigentes que su contraparte china.
El entrenamiento de los hijos de las familias aristocráticas estaba a cargo del Shikibushō, una escuela administrativa que recibía hasta 400 alumnos. El acceso al Shikibushō era piroritario a hijos y nietos de los príncipes entre 13 y 16 años, así como también de los descendientes las familias que se ubicaban en el quinto rango o más arriba. Los miembros que se ubicaban entre los rangos sexto al octavo debían realizar un examen de ingreso.
Los exámenes para alcanzar un grado se realizaban dos veces al año, en el segundo y octavo mes lunar, y requerían un conocimiento de derecho (ryō-shi) que incluía conocer varios de los Trece Clásicos chinos. Posteriormente se realizaba un examen ministerial y conocimiento de literatura clásica china. También los estudiantes podían especializarse en pronunciación del chino (myōon-dō), escritura (myōsho-dō), legal (myōhō-dō), literatura (monjō-dō) y matemáticas (san-sei). En promedio, la aprobación de un grado a otro era muy bajo, por lo que era más atractivo para los hijos de cortesanos de clase media, que buscaban un rango más alto. Algunos clanes se especializaron en el profesorado del Shikibushō, que pasó a ser un cargo hereditario.
Adicionalmente, existió un departamento llamado Tenyaku-ryō, subordinado al Kunaishō, que era el encargado de formar a los médicos cortesanos (nueve años para medicina interna y acupuntura, siete años para pediatras y cirujanos), masajistas, exorcistas (cada cinco años) y farmaceutas.

### Era Meiji
| Jerarquía | Grado      |
| --------- | ---------- |
| 1         | Shōichii   |
| 2         | Juichii    |
| 3         | Shōnii     |
| 4         | Junii      |
| 5         | Shōsanmi   |
| 6         | Jusanmi    |
| 7         | Shōshii    |
| 8         | Jushii     |
| 9         | Shōgoi     |
| 10        | Jugoi      |
| 11        | Shōrokui   |
| 12        | Jurokui    |
| 13        | Shōshichii |
| 14        | Jushichii  |
| 15        | Shōhachii  |
| 16        | Juhachii   |

| Jerarquía | Grado            |
| --------- | ---------------- |
| 1         | Shōichii         |
| 2         | Juichii          |
| 3         | Shōnii           |
| 4         | Junii            |
| 5         | Shōnii           |
| 6         | Junii            |
| 7         | Shōshii          |
| 8         | Jushii           |
| 9         | Shōgoi           |
| 10        | Jugoi            |
| 11        | Shōrokui         |
| 12        | Jurokui          |
| 13        | Shōshichii       |
| 14        | Jushichii        |
| 15        | Shōhachii        |
| 16        | Juhachii         |
| 17        | Shōkui (正九位?) |
| 18        | Jukui (従九位?)  |
| 19        | Daishoi          |
| 20        | Shōshoi          |

Con la llegada de la Restauración Meiji en 1868, el sistema jurídico Risturyō cayó en desuso, pero el Daijō-kan, la institución administrativa imperial se mantuvo intacta, por lo que el sistema de rangos se conservó. El 15 de agosto de 1869 se promulgó un edicto que modificó el sistema de rangos, eliminando los grados superior e inferior de cada rango y añadiendo un noveno rango que estaría por encima del rango inicial, reduciendo a 20 grados. El 24 de septiembre de 1871 se hizo una modificación que aboliría la relación del rango con la posición del funcionario en el gobierno.
El 4 de mayo de 1887 se promulgó el Edicto de Orden (叙位条例 Joi jōrei?), que reestructuró el sistema de rangos a 16 grados, dispuestos desde los rangos uno al ocho. Los rangos más altos (a partir del jushii), serían dados vía decreto imperial y eran ocupados por la oligarquía Meiji (sistema kazoku). Los duques tuvieron grado juichii, un marqués tenía grado shōnii, un conde tenía grado junii, un vizconde podía ser shōsanmi o jusanmi, mientras que un barón podía ser shōshii o jushii.

### Decreto de Orden
El 21 de octubre de 1926 se promulgó el Decreto de Orden (位階令 Ikai-rei?), en la que el sistema de clases sería alineado junto con las el sistema de medallas de honor y las órdenes honorarias. También indicaba que al perder la nacionalidad japonesa, también perdería sus rangos. De igual modo, las órdenes no serían dados a extranjeros. Por último, los miembros de la familia imperial no estarían bajo el sistema, solo a sus súbditos (aunque si un miembro de la familia imperial renunciase, podía acceder al sistema). La administración de las clases estaría bajo el Kunaishō.
Según el nuevo sistema, el otorgamiento de las clases hasta el segundo rango se mantendría igual, solo en el caso del primer rango se mantuvo consideración especial de que el propio Emperador fuese el que diera el nombramiento.
Tras la rendición de Japón en 1945, se suspendió toda orden y condecoración a los aristócratas sobrevivientes, y dos años después el sistema kazoku fue desmantelado. En 1952 se intentó restituir las provisiones de éstos pero fue rechazado, y no fue hasta 1964 en que se les restituyó a los sobrevivientes sus decoraciones, pero no sus honores.
Bajo la Constitución de Japón, promulgado el 3 de mayo de 1947, el "honor" como asunto nacional de emperador, sería dado con el consejo y aprobación del gabinete, como una orden de rango convencional. La nueva disposición indicaría que el grado será dado de manera póstuma, otorgando un elogio a los logros del fallecido, a modo de memorial. Los criterios de qué grado obtiene el recipiente dependen de sus acciones realizadas, y eso queda bajo evaluación del Departamento de Premiaciones (賞勲局 Shōkunkyoku?) de la Oficina del Gabinete. Entre los recipientes pueden estar legisladores, funcionarios, bomberos, profesores, actores, etc, que hayan aportado de manera duradera a su trabajo, aunque también se les puede otorgar a funcionarios que hayan fallecido durante su cargo. La promulgación de las órdenes se da vía Gaceta Oficial.

## Recipientes

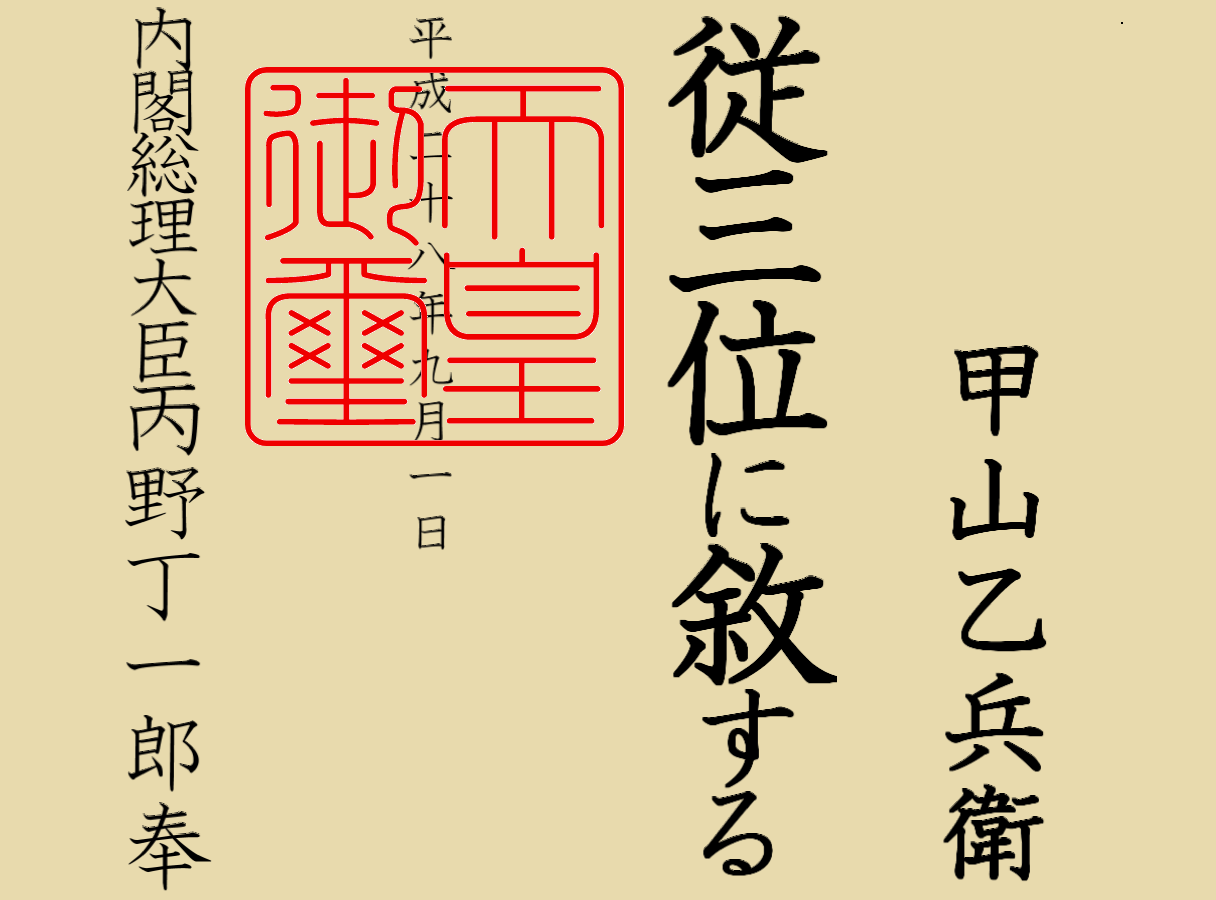
Patrón de la resolución de designación como shōichi (primer rango sénior). En este caso, el sello es el sello oficial del emperador.

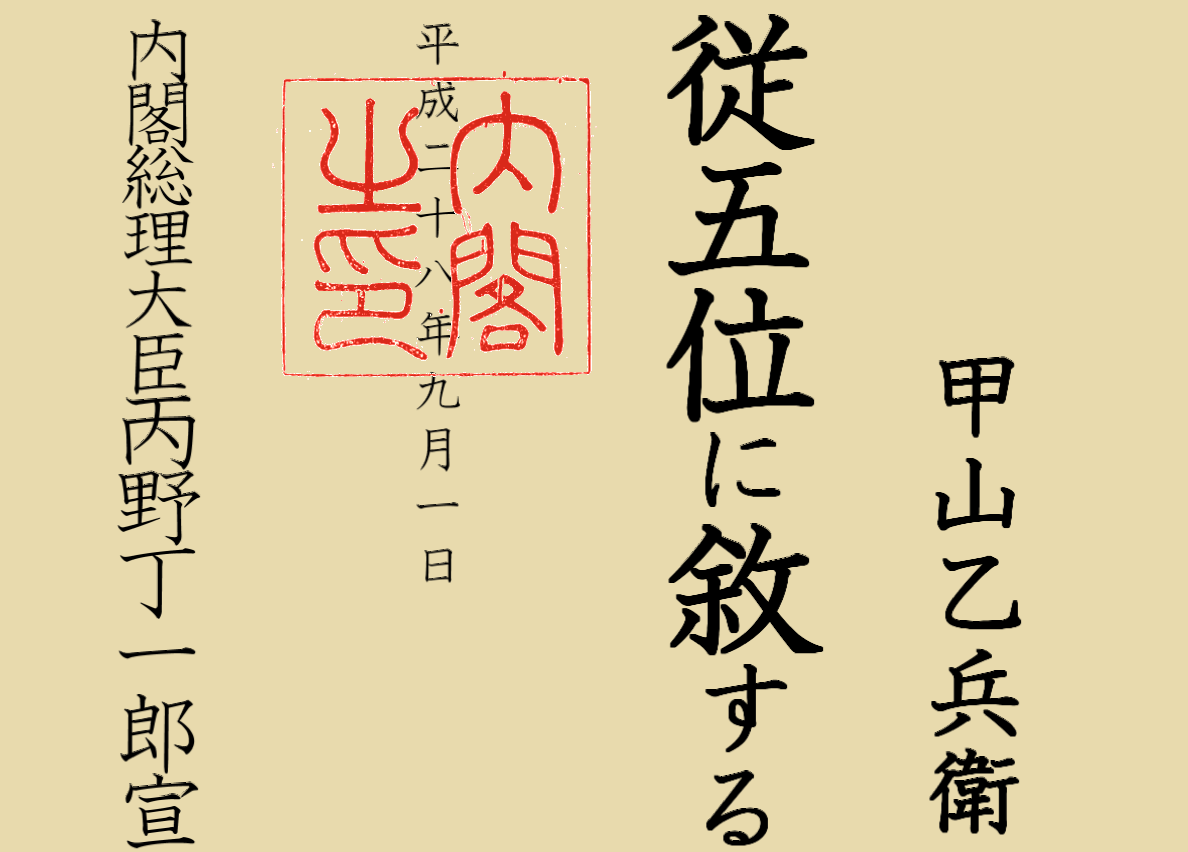
Patrón de la resolución de designación como jugoi (quinto rango júnior). En este caso, el sello es el del Consejo de Ministros.

| Grado    | Recipientes representativos (año en que lo recibieron)                                         |
| -------- | ---------------------------------------------------------------------------------------------- |
| Shōichii | Tokugawa Ieyasu (1617), Toyotomi Hideyoshi (1915), Oda Nobunaga (1917)                         |
| Juichii  | Taira no Kiyomori (1167), Tōgō Heihachirō (1934), Eisaku Satō (1975)                           |
| Shōnii   | Minamoto no Yoritomo (1189), Toyotomi Hideyori (1602), Nogi Maresuke (1916)                    |
| Junii    | Hōjō Masako (1218), Uesugi Kenshin (1908), Date Masamune (1918), Mori Ōgai (1922)              |
| Shōsanmi | Isoroku Yamamoto (1943), Kōnosuke Matsushita (1989), Soichiro Honda (1991), Akio Morita (1999) |
| Jusanmi  | Akira Kurosawa (1998), Hisaya Morishige (2009), Isuzu Yamada (2012)                            |